# Парламентсько-президентська республіка
Парламентсько-президентська республіка — це один з видів змішаної форми правління, який поєднує ознаки парламентських і президентських республік.
Основними правовими критеріями розрізнення президентсько-парламентської й парламентсько-президентської республік є: спосіб й процедура формування уряду, наявність або відсутність відповідних повноважень у президента, юридична інвеститура уряду, його відповідальність, підстави відставки уряду, підстави та обмеження розпуску парламенту президентом, відповідні повноваження щодо цього уряду та (або) його голови, наявність у президента права законодавчої ініціативи, використання президентом права відкладального вето, його подолання (можливість винесення цього питання на референдум), промульгування законів президентом, наявність інституту «контрасигнатури» (перелік актів, які підлягають контрасигнуванню), підстави і процедура імпічменту або відзиву президента шляхом всенародного референдуму, підстави проведення референдуму й повноваження з цього приводу президента.
Першою республікою з подібною формою правління була Веймарська республіка в Німеччині (1919–1933 роки).
На сьогоднішній день парламентсько-президентськими республіками є: Алжир, Ангола, Боснія і Герцоговина, Єгипет, Ліван, Румунія, Монголія, Сан-Марино, Україна, Чорногорія та ін.

## Правові ознаки парламентсько-президентської республіки
- додержання конституції, незалежності й територіальної цілісності. На допомогу йому в прийнятті найважливіших державних рішень може створюватися консультативний орган, до складу якого можуть входити представники різних гілок державної влади й органів самоврядування, знані державні діячі, що сприяє прийняттю главою держави більш виважених рішень.
- Компетенційна перевага парламенту у формуванні уряду, що зумовлено здебільшого використанням юридичної інвеститури при формуванні вищого органу виконавчої влади.

(Інвеститура уряду (від лат. — одягати, оточувати) — процедура, пов'язана з парлам. способом формування уряду. Передбачена конституціями більшості держав з парлам.-монархіч., парлам.-респ. і змішаною республіканською формами правління. Ґрунтується на спільних діях парламенту і глави д-ви, хоча характер та послідовність їхніх дій різняться. У багатьох країнах з відповідними формами правління кандидат на посаду глави уряду після його висунення главою д-ви має у встановлений конституцією строк подати парламентові або нижній палаті двопалат. парламенту склад уряду і часто — урядову програму, щоб отримати довіру, тобто санкцію на саме існування уряду. Відповідне рішення парламенту приймається абсолютною більшістю голосів)
- Юридична відповідальність уряду перед парламентом і складання повноважень перед новообраним парламентом

У парламентсько-президентській республіці уряд несе колективну й індивідуальну відповідальність перед парламентом, який через прийняття резолюції осуду може висловити недовіру його главі, уряду в цілому або його окремим членам. Стосовно глави уряду використовується як конструктивний, так і неконструктивний вотуми недовіри. Питання про довіру може бути ініційовано й самим урядом, у тому числі й пов'язано з прийняттям парламентом урядового законопроєкту. Якщо уряд такої довіри не отримує, він іде у відставку.
Наприклад, визначення кандидатури голови уряду й формування персонального складу останнього відбувається за визначальної ролі лідера партії (коаліції), яка має в парламенті більшість, і номінальної участі президента. Сформований уряд у встановлений конституцією строк має подати на затвердження парламенту програму дій (юридична інвеститура). У разі прийняття програми парламентом уряд і його голова призначаються парламентом (при цьому можливе формальне призначення президентом), а в разі відхилення — уряд має піти у відставку.
Питання щодо недовіри уряду не може ставитися і розглядатися спонтанно, але може розглядатися парламентом за ініціативою опозиції з використанням визначеної в конституції або у парламентському регламенті досить деталізованої спеціальної процедури. Трапляється, що ця процедура прямо співвідноситься з такою формою парламентського контролю за урядовою діяльністю, як інтерпеляція (звернення депутата парламенту до уряду або його представника з певним питанням, після обговорення якого приймається відповідна ухвала).
Процедури винесення недовіри різняться від країни до країни.
- Наділення глави держави правом розпуску парламенту за певних конституційно визначених підстав (з урахуванням часових і кількісних обмежень). Ці підстави переважно пов'язані з процесом формування уряду

У парламентсько-президентських республіках президентові надається право розпуску парламенту. Проте, на відміну від парламентських республік, де за поданням прем'єр-міністра парламент може бути розпущено в будь-яких випадках, і президентсько-парламентських, де президент не обмежений ані підставами розпуску, ані думкою будь-якого іншого державного органу чи посадової особи, у парламентсько-президентській моделі ці випадки чітко визначені конституцією.
- Наділення президента суттєвими повноваженнями: у внутрішній і зовнішній політиці, функціонально поєднаними зі сферою виконавчої влади, пов'язаними з його можливістю втручатися в нормотворчий процес (право законодавчої ініціативи, відкладального вето й видання актів, які мають силу закону).

Президент зазвичай має право відкладального вето з можливістю його подолання парламентом (нижньою палатою), якщо при повторному розгляді за нього проголосувало не менше двох третин від загальної чисельності парламентаріїв. За чітко закріпленим у конституції переліком найбільш важливі закони, які подолали вето президента, можуть бути винесені ним на всенародне голосування.
- Наявність інституту «контрасигнатури»

Подібний порядок є не просто візуванням правового акта що видається, а процедурою, яка передбачена конституціями ряду країн, набуваючи таким чином правового значення. Підпис, поставлений повторно поряд з основною підписом, засвідчує її або підтверджує факт додатково заявлених у документі зобов'язань. Формально порядок контрасігнатури пояснюється тим, що глава держави юридично не відповідальний за свої дії (за винятком випадків державної зради або інших злочинів, якщо йдеться про президента).

## Переваги
- Парламентсько-президентська республіка завдяки збалансованій системі стримувань і противаг у владному трикутнику не тільки запобігає політичним конфліктам, але й усуває загрозу узурпації влади за умов президентського періоду в президентсько-парламентських республіках, оскільки президент, навіть у випадку збігу його партійної належності й парламентської більшості, не має вагомих конституційних повноважень впливу на формування уряду й надмірних повноважень у сфері виконавчої влади.

- Оптимально поєднуючи президентські й парламентські елементи, організація державної влади в парламентсько-президентській республіці здатна здійснювати ефективне державне правління. Це забезпечується: (а) її стабільністю, зумовленою, з одного боку, збереженням за президентом значних владних повноважень, а з другого — наявністю істотних важелів впливу на уряд з боку парламенту; (б) її гнучкістю, що пояснюється правом парламенту на усунення в будь-який час прем'єр-міністра й уряду, що створює можливість своєчасного коригування політичного курсу відповідно до настроїв електорату, чим значно зменшує небезпеку конфліктів між виконавчою владою й парламентом. Право ж президента у чітко визначених конституцією випадках розпускати парламент і призначати нові вибори стає могутньою зброєю проти виникнення частих урядових і парламентських криз.

- Гнучкість моделей президентсько-парламентської й парламентсько-президентської республік, які реалізуються в конституційних положеннях, залежно від наповнення їх політичним змістом, від конкретної політичної практики певної держави, дозволяє долати політичні кризи на підставі конституційних норм, не змінюючи їх змісту.